# فيلهلم شيبمان
فيلهلم شيبمان (26 يوليو 1970 17 يونيو 1894) جنرال في كتيبة العاصفة في ألمانيا النازية واخر ستابشيف (رئيس الأركان) من لكتيبة العاصفة النازية.
كانت رتبة شيبمان أوبر غروبن فوهرر في الحزب النازي فرع شبه العسكرية المعروفة باسم كتيبة العاصفة (SA) عندما تم تعيينه من قبل أدولف هتلر لخلافة فيكتور لوتز كما ستابشيف (SA) في عام 1943. توفي لوتزي في مايو من ذلك العام، بعد حادث سيارة خطير. ومع ذلك، بحلول ذلك الوقت كانت كتيبة العاصفة قد تم تهميشها تمامًا فيما يتعلق بالسلطة السياسية في ألمانيا النازية. منذ يناير 1939، أصبح دور كتيبة العاصفة رسميًا كمدرسة تدريب للقوات المسلحة الألمانية مع إنشاء SA Wehrmannschaften (الوحدات العسكرية لكتيبة العاصفة). ثم مع غزو بولندا في سبتمبر 1939، فقدت كتيبة العاصفة معظم أعضائها المتبقين في الخدمة العسكرية لصالح الفيرماخت (القوات المسلحة).  توقفت كتيبة العاصفة عن الوجود رسميًا في مايو 1945 عندما هُزمت ألمانيا النازية واستسلمت. تم حظر كتيبة العاصفة من قبل مجلس مراقبة الحلفاء بعد فترة وجيزة من استسلام ألمانيا. في عام 1946، حكمت المحكمة العسكرية الدولية في نورمبرج رسميًا على أن كتيبة العاصفة ليست منظمة إجرامية. 

## حياته
ولد فيلهلم شيبمان يونيو 1894 في المدينة الألمانية هاتينغن. بعد حضوره صالة الألعاب الرياضية (المدرسة الثانوية)، أكمل فيلهلم شيبمان ندوة المعلم ثم عمل كمدرس في هاتينغن. خدم في الحرب العالمية الأولى من عام 1914 إلى عام 1918 كجندي في كتيبة الصيادين Westphalian رقم 7 وتم نشره على كل من الجبهتين الغربية والشرقية. خلال الحرب، كان أول قائد سرية برتبة ملازم للاحتياطي، ثم مساعد كتيبة، وأخيرًا ضابط محكمة. أصيب خلال الحرب، وتلقى شارة الجرح (1918) والصليب الحديدي من الدرجة الثانية. 

## الموت
توفي فيلهلم شيبمان في 26 يوليو 1970 في جيفهورن. 

## الأوسمة والجوائز
- 1914 الصليب الحديدي من الدرجة الثانية [7]
- Kreuz für treue Dienste ( شاومبورغ ليبه )، 1917 [7]
- 1918 شارة الجرح باللون الأسود، 1918 [8]
- شارة يوم حزب نورمبرغ، 1929 [8]
- تكريم شيفرون للحرس القديم، فبراير 1934 [7]
- وسام الشرف في الحرب العالمية 1914/1918 بالسيوف، 1934 [8]
- ميدالية انشلوس، 1938 [8]
- وسام سوديتنلاند، 1939 [8]
- 1939 مشبك الصليب الحديدي من الدرجة الثانية، 1940 [8]
- 1939 الصليب الحديدي من الدرجة الأولى، 1940 [7]

### اقتباسات
1. 1 2 3 4 5 6  Das Personenlexikon zum Dritten Reich: Wer war was vor und nach 1945 (بالألمانية) (1st ed.). S. Fischer Verlag. 2003. p. 531. ISBN:3-8289-0569-2. OL:32368793M. QID:Q114811966.
2. ↑  Nuremberg Trials Project (بالإنجليزية), QID:Q78909371
3. ↑  McNab, Chris. Hitler's Elite: The SS 1939–45, Osprey Publishing, 2013, pp. 20–22.
4. ↑  "The Sturmabteilung or SA". History Learning Site. مؤرشف من الأصل في 2020-03-31. اطلع عليه بتاريخ 2013-09-22.
5. ↑  Miller 2015، صفحات 234, 235.
6. ↑  "Wir sind Hattinger: Wilhelm Schepmann" [de] (بالألمانية). Archived from the original on 2020-03-31. Retrieved 2020-03-31.
7. 1 2 3 4  Miller 2015، صفحة 234.
8. 1 2 3 4 5 6  Miller 2015، صفحة 235.

### قائمة المراجع
- Miller، Michael (2015). Leaders Of The Storm Troops Volume 1. England: Helion & Company. ISBN:978-1-909982-87-1.

## روابط خارجية
- فيلهلم شيبمان على موقع مونزينجر (الألمانية)

- Newspaper clippings about Wilhelm Schepmann in the 20th Century Press Archives of the ZBW

| مناصب عسكرية | مناصب عسكرية | مناصب عسكرية |
| ------------ | ------------ | ------------ |
| سبقه         | Stabschef SA | تبعه         |